# Aéroport international de Reno-Tahoe
L'aéroport international de Reno-Tahoe (en anglais : Reno-Tahoe International Airport), également simplement connu en tant qu'aéroport de Reno (code IATA : RNO • code OACI : KRNO), est un aéroport américain situé à Reno, au Nevada. Se trouvant à six kilomètres au sud-est du centre-ville, il s'agit du deuxième aéroport commercial le plus fréquenté de l'État après l'aéroport international McCarran de Las Vegas, avec 4 450 673 passagers qui en font usage en 2019.
L'aéroport — nommé d'après la ville qu'il dessert ainsi que le lac Tahoe voisin au sud-ouest — abrite également une base militaire de l'Air National Guard du Nevada, la Reno Air National Guard Base. La 152nd Airlift Wing, seule unité aérienne majeure de l'État, est basée au sud du terminal principal de l'aéroport. Il est l'un des deux aéroports desservant la ville, au côté de l'aéroport Reno Stead, situé dans le nord de l'agglomération.

## Historique

### Les premières années
L'aéroport a été construit en 1929 par Boeing Transport Inc. et nommé Hubbard Field. Il a été acquis par United Airlines en 1936 et acheté par la ville de Reno en 1953. L'OAG d'août 1953 indique 15 départs prévus chaque jour de la semaine; dix ans plus tard, il y en avait 28.
Les Jets (des United 727) sont arrivés en juin 1964; la piste 16 (maintenant 16R) a été prolongée vers le sud de 2 377 à 2 743 mètres à cette époque.
Le premier terminal a été achevé à temps pour les Jeux olympiques d'hiver de 1960 qui se sont déroulés à Squaw Valley, en Californie, en 1960. Le hall et les halls de billetterie actuels ont été construits en 1979. L'aéroport a reçu son nom actuel en 1994 (qui honore à la fois la ville et la destination touristique populaire à proximité du lac Tahoe), lorsque le terminal a été nommé en l'honneur du major-général à la retraite de l'US Air Force et ancien sénateur américain Howard Cannon. Auparavant, l'aéroport lui-même était nommé aéroport international de Cannon.
Reno – Tahoe International était la plaque tournante de Reno Air (en), une compagnie aérienne aujourd'hui disparue qui avait des MD-80 et MD-90 desservant de nombreuses villes jusqu'à ce qu'elle soit achetée par American Airlines et ensuite éliminée, en 2001. Le premier vol de Reno Air a eu lieu le 1er juillet 1992, et son dernier vol a été le 30 août 1999. La veille du nouvel an 2003, Continental Airlines a achevé l'installation du système d'enregistrement automatique aux États-Unis en finissant par cet aéroport.

### Développement
Le terminal a été rénové en 1996, 2009 et 2013. En 1996, la zone de récupération des bagages et de billetterie a été mise à jour avec une technologie et une décoration similaires à celles de Las Vegas. En 2008, l'aéroport a lancé un projet de 70 millions de dollars qui a amélioré l'équipement de contrôle des bagages et remodelé la zone de billetterie avec un thème Tahoe moderne; le projet a été entièrement achevé en 2010.
En mars 2013, une expansion d'un montant 24 millions de dollars de l'aéroport a été achevée et s'est concentrée sur un nouveau point de contrôle de sécurité centralisé au rez-de-chaussée, et au-dessus, une promenade commerçante/gastronomique appelée "High Mountain Marketplace". Les principaux concepteurs de grands aéroports ont conçu les nouveaux espaces. Avec le nouveau point de contrôle de sécurité, les voyageurs peuvent désormais accéder aux deux halls sans avoir à passer par la sécurité.
L'aéroport a fêté ses 75 ans de service en novembre 2003.

### Service international
En février 2014, l'aéroport a annoncé que Volaris prévoyait de commencer à exploiter des vols sans escale vers Guadalajara, au Mexique, en 2015. Depuis que le DOT a approuvé l'itinéraire, il s'agit du premier service international sans escale de Reno depuis 1999. Le 7 octobre 2014 , le DOT et l'aéroport ont annoncé que Volaris commencerait un vol bihebdomadaire vers Guadalajara, au Mexique, depuis Reno le 16 décembre 2014.
En novembre 2014, Thomas Cook Airlines a annoncé son intention d'introduire deux vols hebdomadaires sans escale de Londres – Gatwick à Reno à partir de décembre 2015. Il s'agirait de la première liaison transatlantique depuis l'aéroport de Reno. Cependant, Thomas Cook Airlines a annulé ces plans en mai 2015, indiquant des capacités de contrôle aux frontières insuffisantes à l'aéroport pour gérer leur Airbus A330.

## Installations

### Vue d'ensembles

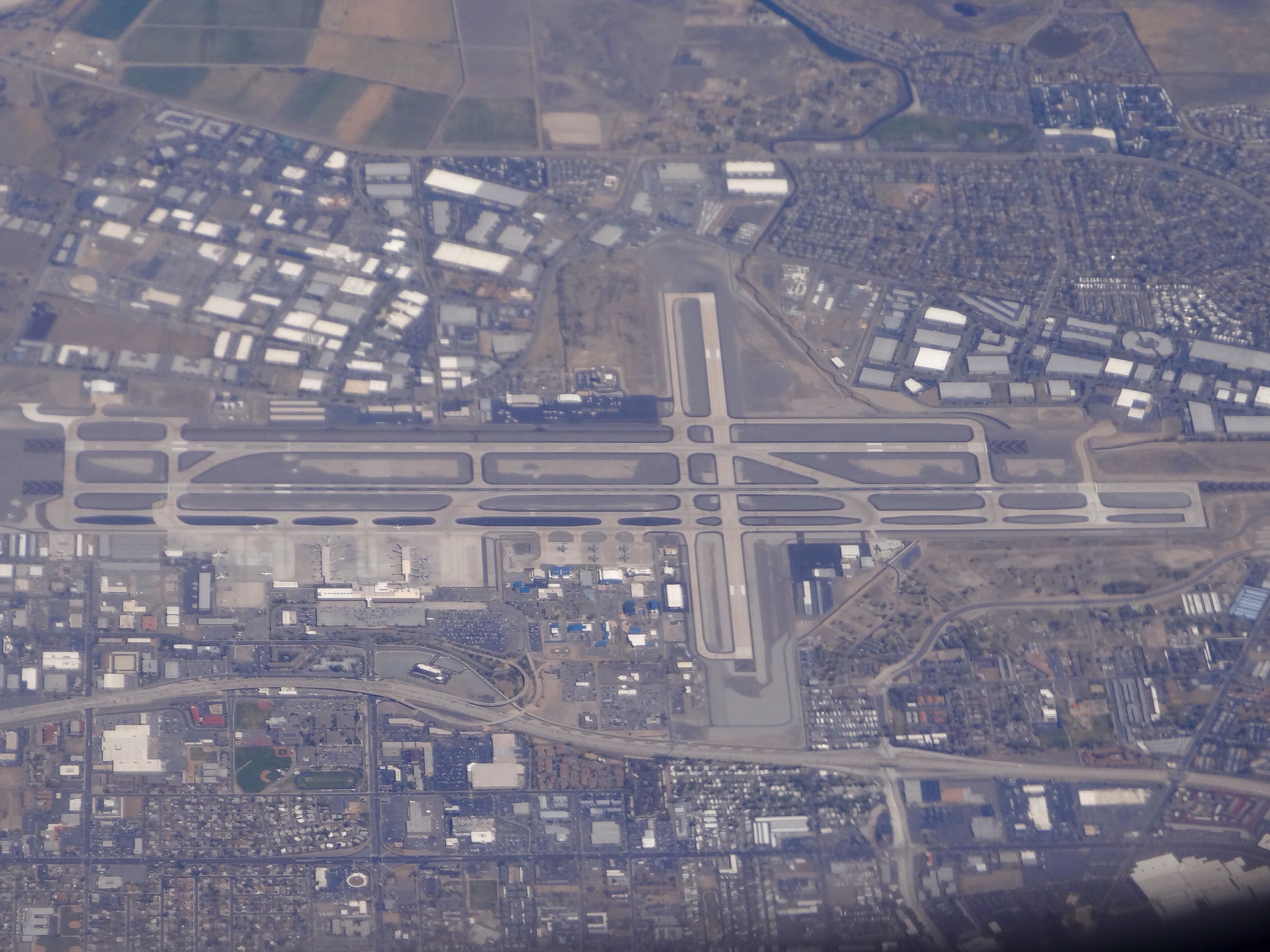
Aéroport vu du ciel

L'aéroport international de Reno/Tahoe couvre 587 hectares à une altitude de 1 346 mètres. Au cours de l'année se terminant le 30 juin 2018, l'aéroport comptait 93636 opérations aériennes, en moyenne 256 par jour: 47% de compagnies aériennes, 38% d'aviation générale, 13% de taxis aériens et 3% de militaires. À cette époque, 123 avions étaient basés sur le site: 74 monomoteurs, 18 multimoteurs, 17 avions à réaction, 9 militaires et 5 hélicoptères. Le Plan national des systèmes aéroportuaires intégrés l'a classé parmi les principaux aéroports commerciaux (plus de 10 000 embauches par an).
L'emprise possède trois pistes en béton: la 16R/34L mesurant 3 353 mètres de long pour 46 mètres de large; la 16L / 34R mesurant 2 743 mètres de long pour 46 mètres de large; et la 7/25 faisant 1 860 mètres de long pour 46 de large. À l'automne 2010, l'aéroport a ouvert une nouvelle tour de contrôle de 61 mètres pour remplacer l'ancienne de 21 mètres qui était utilisée depuis plus de 50 ans. Le coût de cette nouvelle tour était d'environ 30 millions de dollars.
Le terminal passagers porte le nom du défunt sénateur américain Howard Cannon. Le hall du terminal présente une exposition avec le buste du sénateur de l'État du Nevada William J. "Bill" Raggio. Raggio qui est décrit dans l'exposition comme étant «le père de l'autorité aéroportuaire».

### Installations militaires
L'aéroport abrite également la Reno Air National Guard Base, un complexe d'environ 24 hectares qui a été créé sur le côté ouest de l'aéroport en 1954 lorsque des unités de la National Air Guard ont déménagé de l'ancienne base de la Stead Air Force Base à Reno.
La base abrite la 152nd Airlift Wing (en) (152 AW), une unité de la Garde nationale aérienne du Nevada (en) (Nevada Air National Guard) acquise opérationnellement par l'Air Mobility Command (AMC) et équipée d'avions C-130H Hercules.

## Terminaux

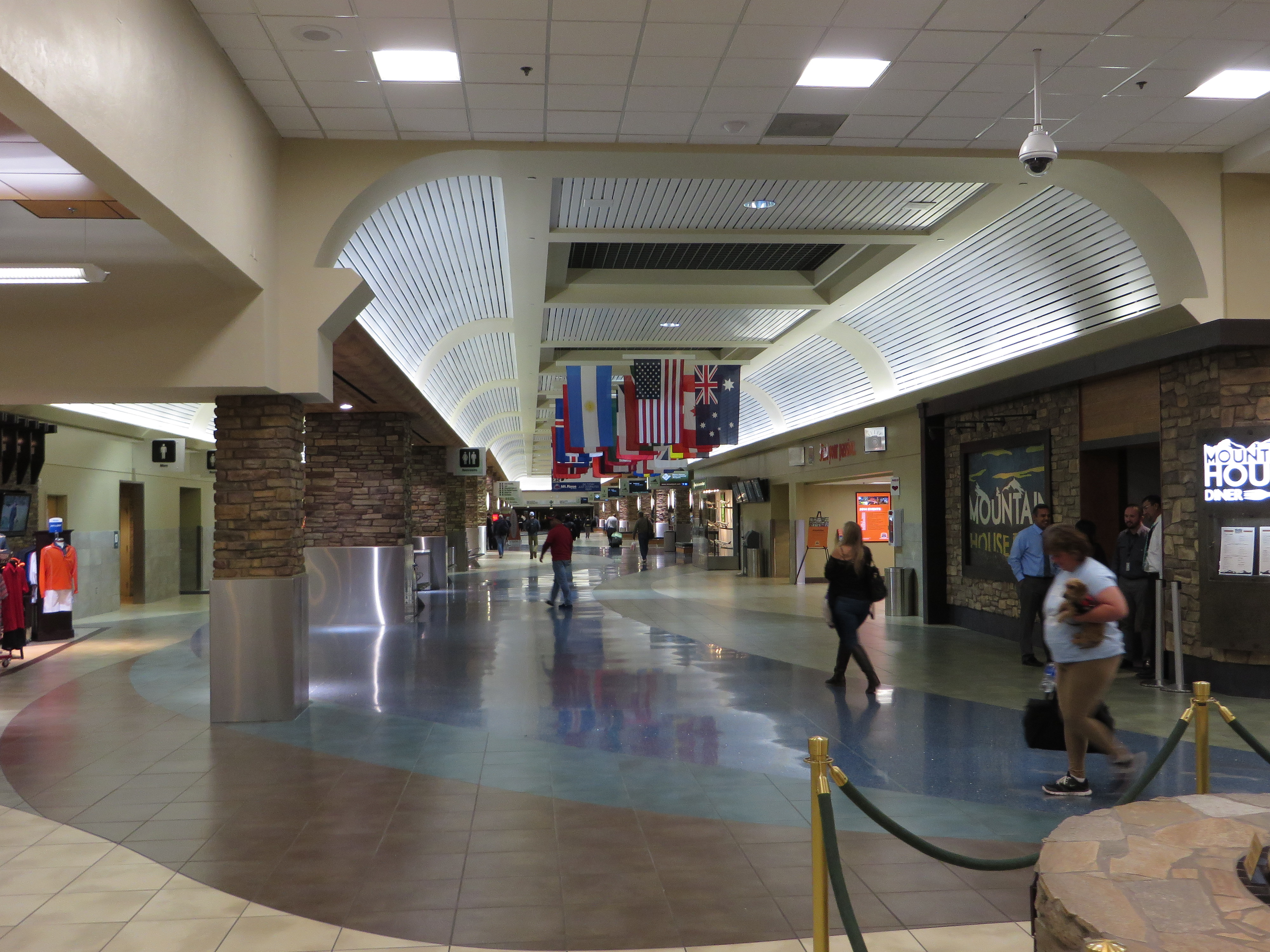
Intérieur du Terminal

L'aéroport international de Reno-Tahoe fournit deux halls désignés B et C avec un total de 23 portes avec passerelles aéroportuaires.
Les compagnies aériennes desservant Reno ont environ 140 vols quotidiens depuis et vers l'aéroport, offrant un service vers 22 villes sans escale et environ 31 villes avec un même vol à escale unique. Chaque terminal avait auparavant sa propre zone de sécurité au niveau du hall, mais elle a été remplacée en mars 2013 par une zone de sécurité combinée au premier étage pour les deux terminaux.

## Compagnies aériennes et  destinations

### Passagers

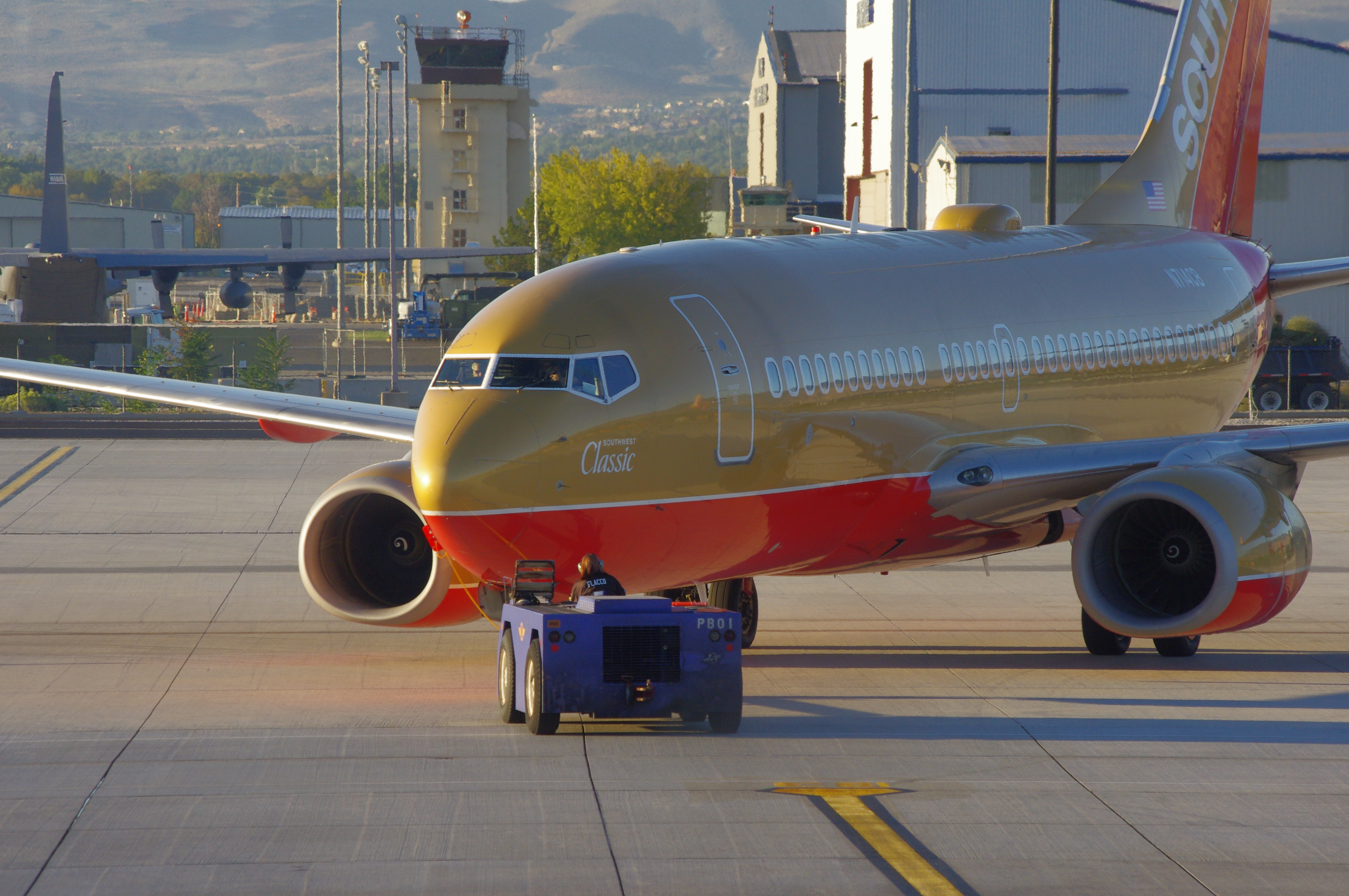
Un Boeing 737-700 de Southwest Airlines poussé avant son départ

| Compagnies         | Destinations                                                           |
| ------------------ | ---------------------------------------------------------------------- |
| Alaska Airlines    | Portland, San José, Seattle-Tacoma                                     |
| Allegiant Air      | Las Vegas                                                              |
| American Airlines  | Chicago, Dallas-Fort Worth, Los Angeles, Phoenix                       |
| American Eagle     | Los Angeles , Phoenix                                                  |
| Delta Air Lines    | Salt Lake City En saison : Atlanta, Minneapolis                        |
| Delta Connection   | Salt Lake City                                                         |
| Frontier Airlines  | Denver , Las Vegas                                                     |
| JetBlue Airways    | Long Beach , New York-JFK                                              |
| Southwest Airlines | Denver , Las Vegas, Los Angeles, Oakland, Phoenix, San Diego, San José |
| United Airlines    | Denver, San Francisco En saison : Chicago                              |
| United Express     | Denver, Houston, Los Angeles, San Francisco En saison : Chicago        |
| Volaris            | Guadalajara                                                            |

### Fret
| Compagnies    | Destinations |
| ------------- | --- |
| Ameriflight   | Elko (en), Hayward (en), Las Vegas, Lovelock (en), Medford, Oakland, Phoenix, Placerville (en), Sacramento-Executive (en), Sacramento Mather, Salt Lake City, San Francisco |
| DHL Aviation  | Denver |
| FedEx Express | Boise, Great Falls, Las Vegas, Los Angeles, Memphis, Oakland, |
| UPS Airlines  | Denver, Des Moins, Omaha, Portland, Denver, Sacramento Mather, Seattle-Boeing En saison : Kahului, Lubbock (en), Oakland, Ontario, Philadelphie                             |

## Statistiques

### Destinations
| Rang | Ville                       | Passagers | Compagnie                   |
| ---- | --------------------------- | --------- | --------------------------- |
| 1    | Las Vegas, Nevada           | 388,000   | Allegiant, Southwest        |
| 2    | Los Angeles, Californie     | 233,000   | American, Southwest, United |
| 3    | Denver, Colorado            | 227,000   | Frontier, Southwest, United |
| 4    | Phoenix–Sky Harbor, Arizona | 225,000   | American, Southwest         |
| 5    | Salt Lake City, Utah        | 153,000   | Delta                       |
| 6    | Dallas/Fort Worth, Texas    | 133,000   | American                    |
| 7    | San Francisco, California   | 112,000   | United                      |
| 8    | San Jose, Californie        | 100,000   | Alaska, Southwest           |
| 9    | Seattle/Tacoma, Washington  | 100,000   | Alaska                      |
| 10   | San Diego, Californie       | 83,000    | Southwest                   |

### Part de marché des compagnies aériennes
| Rang | Compagnie          | Passagers | Part   |
| ---- | ------------------ | --------- | ------ |
| 1    | Southwest Airlines | 1,767,000 | 43.99% |
| 2    | American Airlines  | 489,000   | 12.16% |
| 3    | Skywest Airlines   | 366,000   | 9.11%  |
| 4    | United Airlines    | 349,000   | 8.69%  |
| 5    | Horizon Air        | 335,000   | 8.34%  |

### Traffic annuel
| Année | Passagers | Évolution |  | Année | Passagers | Évolution |
| ----- | --------- | --------- |  | ----- | --------- | --------- |
| 2006  | 5,000,663 | –         |  | 2016  | 3,650,830 | 6.3%      |
| 2007  | 5,044,087 | 0.87%     |  | 2017  | 4,015,305 | 10.0%     |
| 2008  | 4,434,638 | 12.08%    |  | 2018  | 4,210,095 | 4.8%      |
| 2009  | 3,755,935 | 15.30%    |  |       |           |           |
| 2010  | 3,822,485 | 1.8%      |  |       |           |           |
| 2011  | 3,754,155 | 1.8%      |  |       |           |           |
| 2012  | 3,479,122 | 7.3%      |  |       |           |           |
| 2013  | 3,431,986 | 1.4%      |  |       |           |           |
| 2014  | 3,298,915 | 3.9%      |  |       |           |           |
| 2015  | 3,432,657 | 3.9%      |  |       |           |           |

## Accidents et incidents
- À 22h15, le 24 novembre 1971, un Boeing 727 de Northwest Orient Airlines a atterri à l'aéroport avec l'escalier intégré (en) arrière toujours déployé après que l'avion fut détourné par un homme non identifié qui n'est connu que sous le nom de D.B.Cooper. L'avion a été détourné par Cooper entre Portland et Seattle plus tôt dans la journée. Après avoir atterri à Seattle, les passagers ont été libérés. Cooper et l'équipage du 727 ont été autorisés à quitter Seattle pour Mexico avec un arrêt de carburant à Reno. L'équipage a indiqué que l'escalier intégré arrière avait été déployé au-dessus du sud de l'état de Washington. À l'atterrissage à Reno, l'avion était entouré de forces de l'ordre. Une recherche armée a rapidement confirmé que Cooper était parti. L'identité du pirate de l'air et ses allées et venues restent un mystère à ce jour.
- Tôt le matin du 21 janvier 1985, le vol 203 de Galaxy Airlines a décollé de l'aéroport pour Minneapolis et s'est écrasé à 2,4 kilomètres au sud-ouest de l'aéroport alors que les pilotes tentaient un atterrissage d'urgence après avoir subi une vibration inattendue sous l'aile. Une enquête a attribué l'accident à une erreur du pilote pour avoir omis de maintenir un contrôle adéquat sur l'avion pendant qu'il enquêtait sur la cause des vibrations. Il a été constaté par la suite que les vibrations étaient causées par une porte de service que l'équipe au sol n'avait pas sécurisée avant le départ. À l'exception d'un seul des 71 passagers et membres d'équipage à bord, tous ont été tués.
- Toujours en 1985, Roger Stockham, qui sera arrêté plus tard pour avoir tenté de faire exploser une mosquée du Michigan (en), a été arrêté à l'aéroport pour avoir posé une bombe tuyau et transporté une arme non enregistrée[13].
- Le 13 avril 2011, un vol médical Cheyenne Lifeguard a atterri à l'aéroport international de Reno-Tahoe sans autorisation, après que le contrôleur de la circulation aérienne de nuit se fut endormi dans la tour. Bien que selon la réglementation de la FAA, s'il n'y a pas de contrôleur et donc pas d'opérations de tour de contrôle, l'aéroport est désormais « sans tour » et les opérations de vol/les rapports de position et les intentions sont de la responsabilité du pilote. L'incident, si mineur soit-il étant donné qu'aucune sécurité n'a jamais été compromise, a été aggravé par des rapports antérieurs de contrôleurs endormis en 2011, conduisant à la démission du directeur général de l'organisation de la circulation aérienne Hank Krakowski[14]. La Federal Aviation Administration a annoncé que 27 aéroports, dont celui de Reno, seraient dotés de deux contrôleurs aériens pour les quarts de nuit[15].

## Niveaux sonores
Les niveaux sonores ont été analysés pendant plus de deux décennies sur cet aéroport, l'une des premières études étant une production complète de cartes de contour du niveau sonore des avions. Une analyse ultérieure a été menée pour analyser les niveaux sonores à l'école Kate Smith et fournir des modifications pour réduire les niveaux sonores grâce à une subvention de la Federal Aviation Administration.